# Äußere Mühle (Rügland)
Äußere Mühle (fränkisch: Aisa-mil) ist ein Gemeindeteil der Gemeinde Rügland im Landkreis Ansbach (Mittelfranken, Bayern). Äußere Mühle liegt in der Gemarkung Unternbibert.

## Geografie
Die Einöde liegt am Stockheimer Bach, einem rechten Zufluss der Bibert. Im Süden erhebt sich der Rüglander Berg (445 m ü. NHN). Ein Anliegerweg führt 250 Meter weiter nördlich nach Unternbibert.

## Geschichte
Der Ort wurde 1478 als „die ober mülen“ erstmals urkundlich erwähnt, ab 1732 erstmals als die „Äußere Mühle“. Der Wechsel des Bestimmungswortes kann nicht erklärt werden.
Gegen Ende des 18. Jahrhunderts gehörte die Äußere Mühle zur Realgemeinde Unternbibert. Die Mühle hatte das brandenburg-ansbachische Vogtamt Unternbibert als Grundherrn. Unter der preußischen Verwaltung (1792–1806) des Fürstentums Ansbach erhielt die Äußere Mühle die Hausnummer 1 des Ortes Unternbibert. Von 1797 bis 1808 unterstand der Ort dem Justiz- und Kammeramt Ansbach.
Im Rahmen des Gemeindeedikts wurde die Äußere Mühle dem 1808 gebildeten Steuerdistrikt Unternbibert und der 1811 gegründeten Ruralgemeinde Unternbibert zugeordnet. Im Zuge der Gebietsreform in Bayern wurde diese am 1. Januar 1977 nach Rügland eingemeindet.

### Baudenkmal
- Mühle: zweigeschossiger Bau von 1832 mit Fachwerkobergeschoss; Fachwerkscheune und Stallgebäude, gleichzeitig[11]

### Einwohnerentwicklung
| Jahr      | 001818 | 001840 | 001861 | 001871 | 001885 | 001900 | 001925 | 001950 | 001961 | 001970 | 001987 |
| Einwohner | 7      | 8      | *      | 3      | 17     | 13     | 7      | 8      | 6      | 6      | 10     |
| Häuser    | 1      | 1      |        |        | 2      | 3      | 1      | 1      | 1      |        | 2      |
| Quelle    | [ 13 ] | [ 14 ] | [ 15 ] | [ 16 ] | [ 17 ] | [ 18 ] | [ 19 ] | [ 20 ] | [ 21 ] | [ 22 ] | [ 1 ]  |

## Religion
Der Ort ist seit der Reformation evangelisch-lutherisch geprägt und bis heute nach St. Bartholomäus (Unternbibert) gepfarrt. Die Einwohner römisch-katholischer Konfession sind nach St. Dionysius (Virnsberg) gepfarrt.